# Église Saint-Julien de Saulcet
Pour les articles homonymes, voir Église Saint-Julien.
L’église Saint-Julien est une église catholique située sur la commune de Saulcet, dans le département de l'Allier, en France.

## Localisation
L'église est située au centre du village de Saulcet.

## Historique
L'église Saint-Julien date des XIIe et XIIIe siècles. Des peintures murales, redécouvertes en 1927, sont venues enrichir la décoration au XVe siècle.
L'édifice est classé au titre des monuments historiques par un arrêté du 10 avril 1929.

## Description
L'église est de style roman. La nef et les bas-côtés, voûtés en plein cintre, sont du XIIe siècle, tandis que le carré du transept et l'abside à chevet plat ont été construits au XIIIe siècle.
Le clocher, élevé sur la croisée du transept, est dominé par une haute flèche en pierre du XIVe siècle, caractéristique de plusieurs églises du centre du Bourbonnais (église Saint-Martin de Laféline). Un caquetoire (XVIIe siècle) s'appuie sur la façade.
La principale richesse de l'intérieur de l'église est constituée par les peintures murales, réalisées entre le XIIIe siècle et le XVe siècle. Elles ont été pour la plupart redécouvertes en 1927. Elles couvrent une partie importante des murs et présentent une grande variété de styles. Une représentation de saint Louis dans l'absidiole sud date certainement du XIIIe siècle. Dans le cul-de-four de l'absidiole nord, la Vierge est représentée en majesté et entourée des symboles des quatre évangélistes (tétramorphe). La voûte de la nef est ornée d'un christ en majesté flanqué du tétramorphe. Les thèmes de l'Annonciation, de la Nativité, de la Crucifixion sont également présents. Enfin, le Dit des trois morts et des trois vifs et le miracle du pendu-dépendu (arcs de la deuxième travée), liés à la vénération de saint Jacques, rappellent que Saulcet se trouve sur l'un des itinéraires du pèlerinage de Saint-Jacques de Compostelle (Chemin de Saint-Jacques en Bourbonnais). Ces décors peints, menacés par les infiltrations d'eau, font l'objet d'une campagne de restauration, préparée dès 2016.